# Deathcore (elektronička glazba)
Deathcore (kao elektronička glazba) je stil hardcore techna blizak terrorcoreu, ali nije distorziran. U ovome se stilu najčešće koriste blast beatovi i mračni ambijentalni zvukovi.
Izdavačka kuća Kotzaak Unltd. od početka svoga djelovanja koristi ovaj naziv za svoj stil glazbe. Od početka 2000-ih, naziv "deathcore" se najčešće koristi za vrstu glazbe koja spaja death metal s metalcoreom, no on se još uvijek koristi i za ovaj stil hardcore techna.

## Primjeri
Izdavačke kuće: Kotzaak Unltd., Nordcore Records 

Neki izvođači: Stickhead/Jack Lucifer, Joe Cocaine, The Kotzaak Klan